# Ерін Галлагер
Ерін Галлагер (англ. Erin Gallagher, 18 грудня 1998) — південноафриканська плавчиня. Учасниця Чемпіонату світу з водних видів спорту 2017, де в попередніх запливах на дистанції 100 метрів вільним стилем посіла 24-те місце і не потрапила до півфіналу.